# کارسانا
کارسانا (به ایتالیایی: Caresana) یک کومونه در ایتالیا است که در استان ورسلی واقع شده‌است. کارسانا ۲۳٫۷ کیلومتر مربع مساحت و ۱٬۰۸۳ نفر جمعیت دارد و ۱۱۹ متر بالاتر از سطح دریا واقع شده‌است.